# Gare de Pont-de-la-Deûle
Gare de Pont-de-la-Deûle – przystanek kolejowy w Flers-en-Escrebieux, w departamencie Nord, w regionie Hauts-de-France, we Francji.
Jest przystankiem kolejowym Société nationale des chemins de fer français (SNCF), obsługiwanym przez pociągi TER Nord-Pas-de-Calais.